# ギリシャヨーグルト

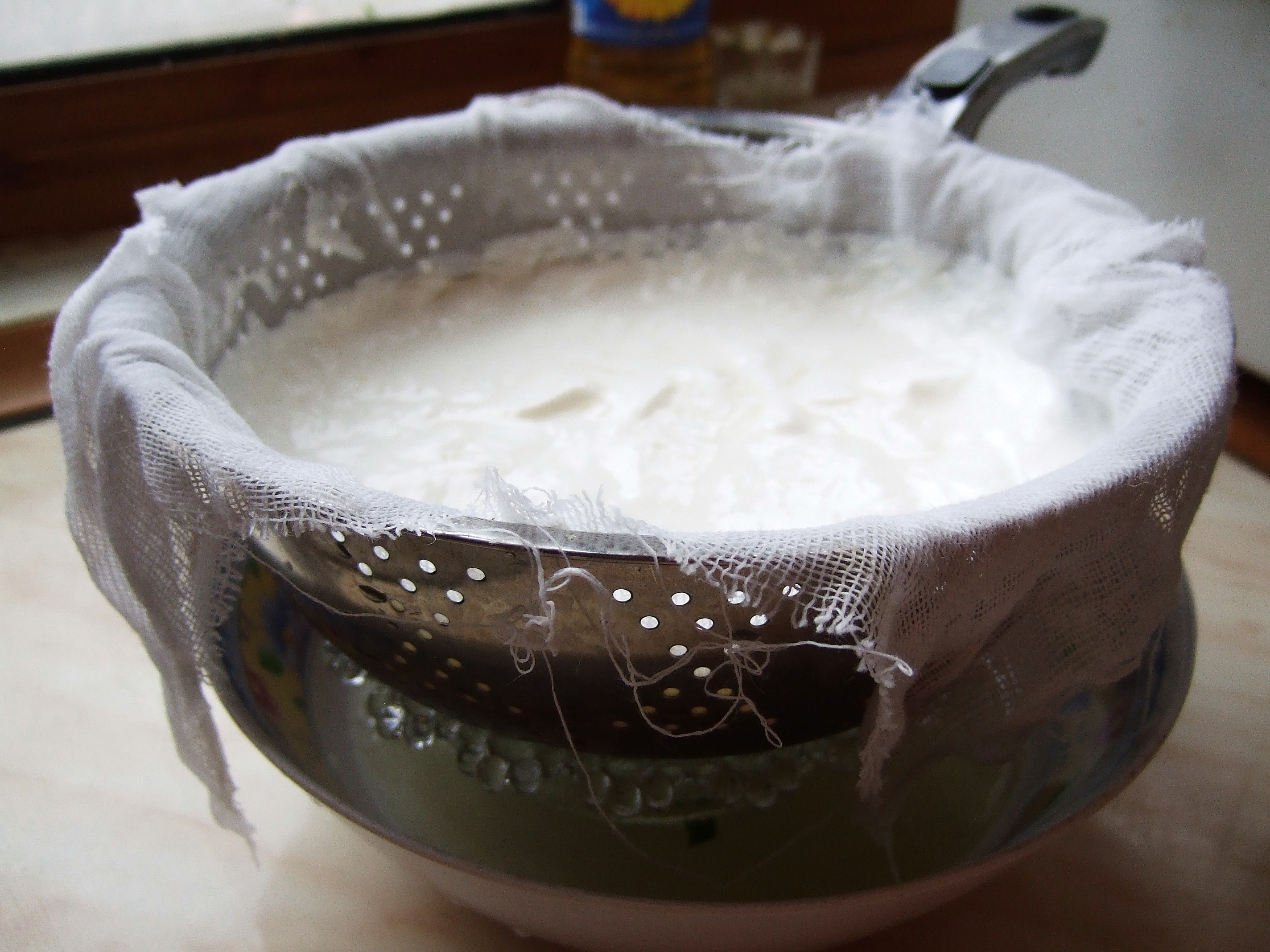
チーズ・クロスを使って手作業で水切りを行なう

ギリシャヨーグルト（またはグリークヨーグルト、英語: Greek yogurt）とは、水切り製法（straining）で作られるチーズのように、乳清や水分を取り除いた、堅めのヨーグルト。日本やアメリカ合衆国では、一般的にこの名前で呼ばれる。
国家によっては、水切りヨーグルト（strained yogurt）やヨーグルトチーズ（yogurt cheese）とも呼ばれる。英語では、アラビア語: لبنةからlabnehともいう。チーズと普通のヨーグルトの中間の堅さだが、ヨーグルト独特の酸味はそのまま残っている。ギリシャ独自のヨーグルトであり、元々はヤギのミルクから作られていた。
ギリシャ、中央アジア、中近東で伝統的に作られていたが、他のヨーロッパ諸国や北アメリカでも盛んになり、日本でも販売されている。日本ギリシャヨーグルト株式会社が販売者であるアテナの製造所は埼玉県の中澤乳業である。サーモフィラス菌（ACA-DC0029™）を用いたものも他の菌を用いたものもあり、両者を併用して生産されているものもある。
北米では、サワークリームやクレームフレーシュの代わりとして、脂肪の少ない低カロリーなギリシャヨーグルトがよく使われる。
イギリスでは、ギリシャ産のヨーグルトしか「ギリシャヨーグルト」を名乗れないため、Greek Style（ギリシャ式）として販売される。

## 参照項目
- カスピ海ヨーグルト (en:Matzoon)
- チョバニ (Chobani)、ファイェ (Fage)などの乳製品企業